# Úpořiny
Vesnice Úpořiny (německy Auperschin) je část obce Bystřany v okrese Teplice. Nachází se 1 km jihovýchodně od Bystřan a 4 km jihovýchodně od okresního města Teplice. V roce 2011 zde žilo 169 obyvatel.

## Historie
Úpořiny se vyskytují v písemných pramenech poprvé v roce 1412. Od roku 1590 patří teplickému panství. Osada Nové Dvory – nyní část Bystřan, patřila až do 18. století Úpořinám.
Ve 30. letech 19. století byl v Úpořinách hostinec, rasovna, ovčín a dva mlýny. Obyvatelé nalézali obživu ve zdejších podnicích – cihelně a mlýnu. Za 1. republiky zde byla otevřena velká přádelna a pletárna. Později zde fungovala firma Dehtochema vyrábějící linoleum a působil zde i velkoobchod s papírem Ospap.

## Současnost
Úpořiny se skládají ze dvou místně oddělených částí – Starých a Nových Úpořin.
- Staré Úpořiny – původní, severnější část vesnice. Nachází se zde hospoda a 2 jezdecké kluby JK Bystřany a JK Úpořiny. V roce 2006 se do bývalého statku nastěhovala chráněná dílna společnosti Arkadie, zaměstnávající zdravotně postižené.[4]

- Nové Úpořiny – jižní část vesnice, začala se stavět po roce 1750. Je zde malý obchod a do roku 2003 zde byla prodejna automobilů. V jižní části trati sídlí papírenská firma Tabuc-Pack, která také zaměstnává především občany se zdravotním postižením.[5] Je zde i sídlo místních dobrovolných hasičů.

## Obyvatelstvo
|                                                                                | 1869 | 1880 | 1890 | 1900 | 1910 | 1921 | 1930 | 1950 | 1961 | 1970 | 1980 | 1991 | 2001 | 2011 |
| ------------------------------------------------------------------------------ | ---- | ---- | ---- | ---- | ---- | ---- | ---- | ---- | ---- | ---- | ---- | ---- | ---- | ---- |
| Obyvatelé                                                                      | 118  | 217  | 217  | 199  | 211  | 247  | 270  | 206  | 245  | 200  | 175  | 142  | 163  | 169  |
| Domy                                                                           | 16   | 19   | 20   | 22   | 25   | 29   | 34   | 47   | .    | 43   | 41   | 47   | 50   | 52   |
| Počet domů z roku 1961 je zahrnut v celkovém počtu domů místní části Bystřany. |      |      |      |      |      |      |      |      |      |      |      |      |      |      |

## Doprava
Stejnojmenná železniční stanice jižně od vesnice je přestupním uzlem: kříží se zde tratě Lovosice–Teplice v Čechách s tratí Ústí nad Labem–Bílina.
Severně od Úpořin prochází silnice I. třídy číslo 8 z Lovosic k hraničnímu přechodu v Cínovci. Končí zde také silnice I/63 spojující Ústí nad Labem a Teplice sloužící také jako náhrada nedostavěného úseku dálnice D8.

## Pamětihodnosti
- Silniční most

## Další fotografie

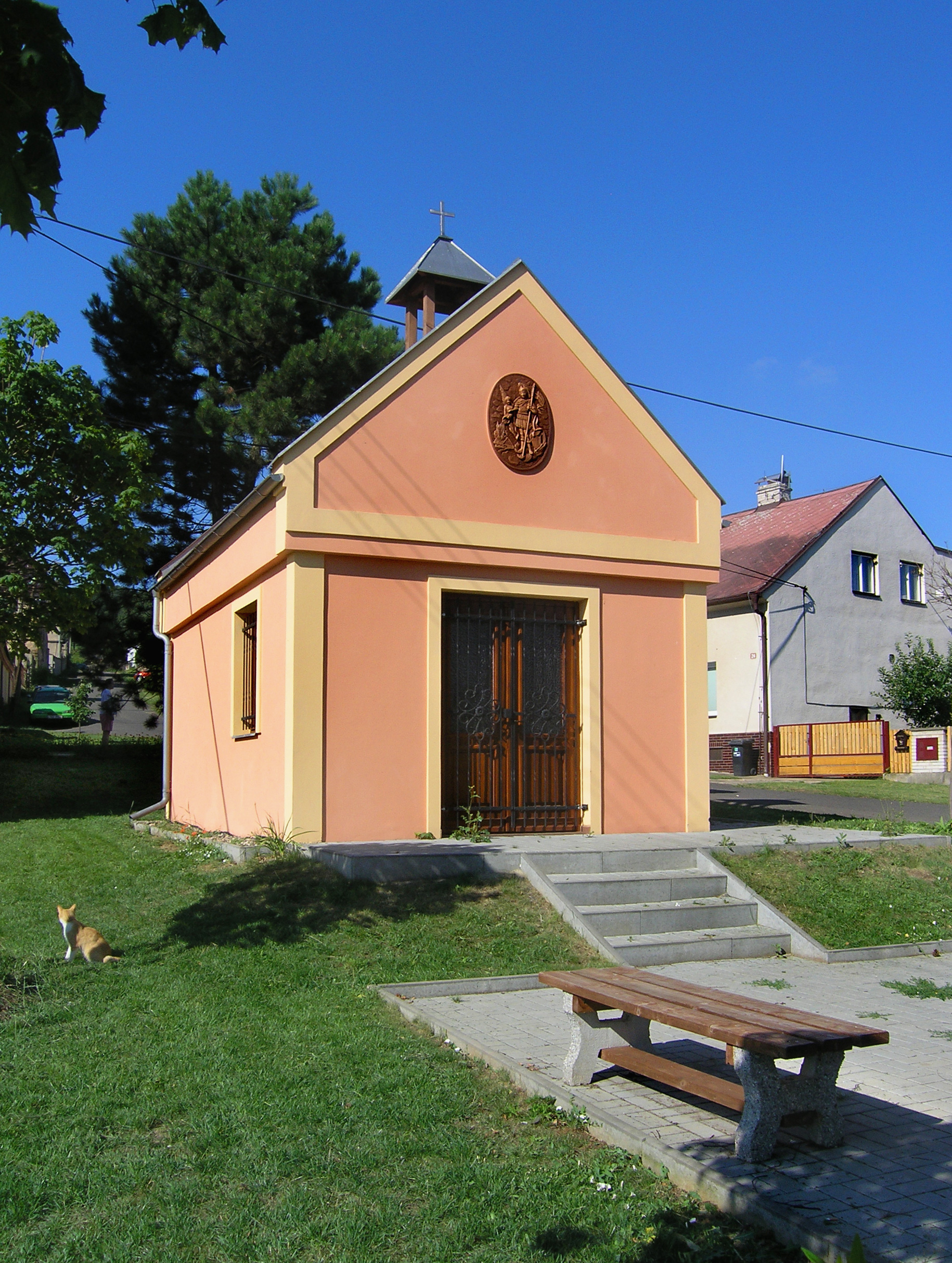
Kaplička
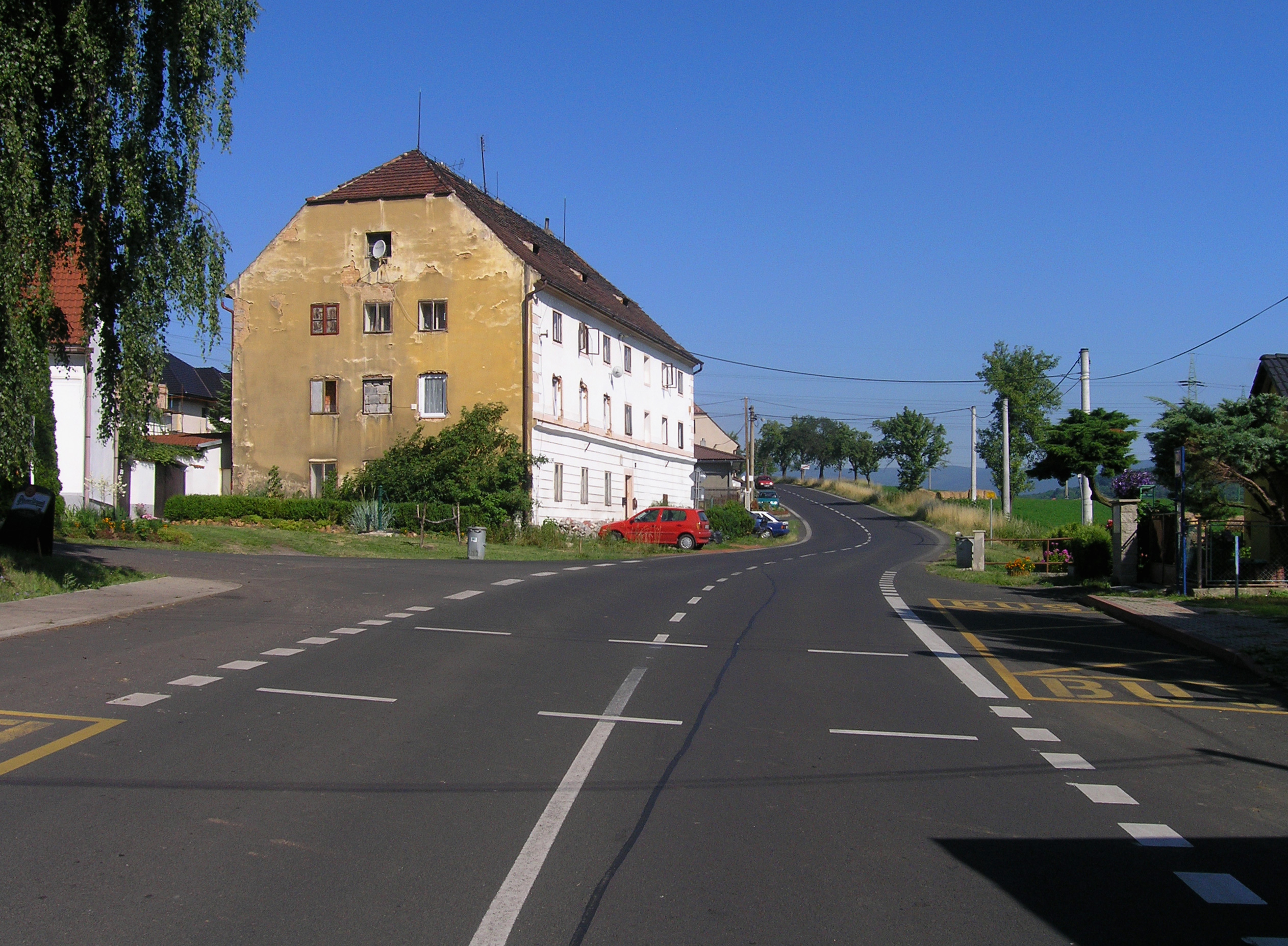
Hlavní silnice směrem k Teplicím
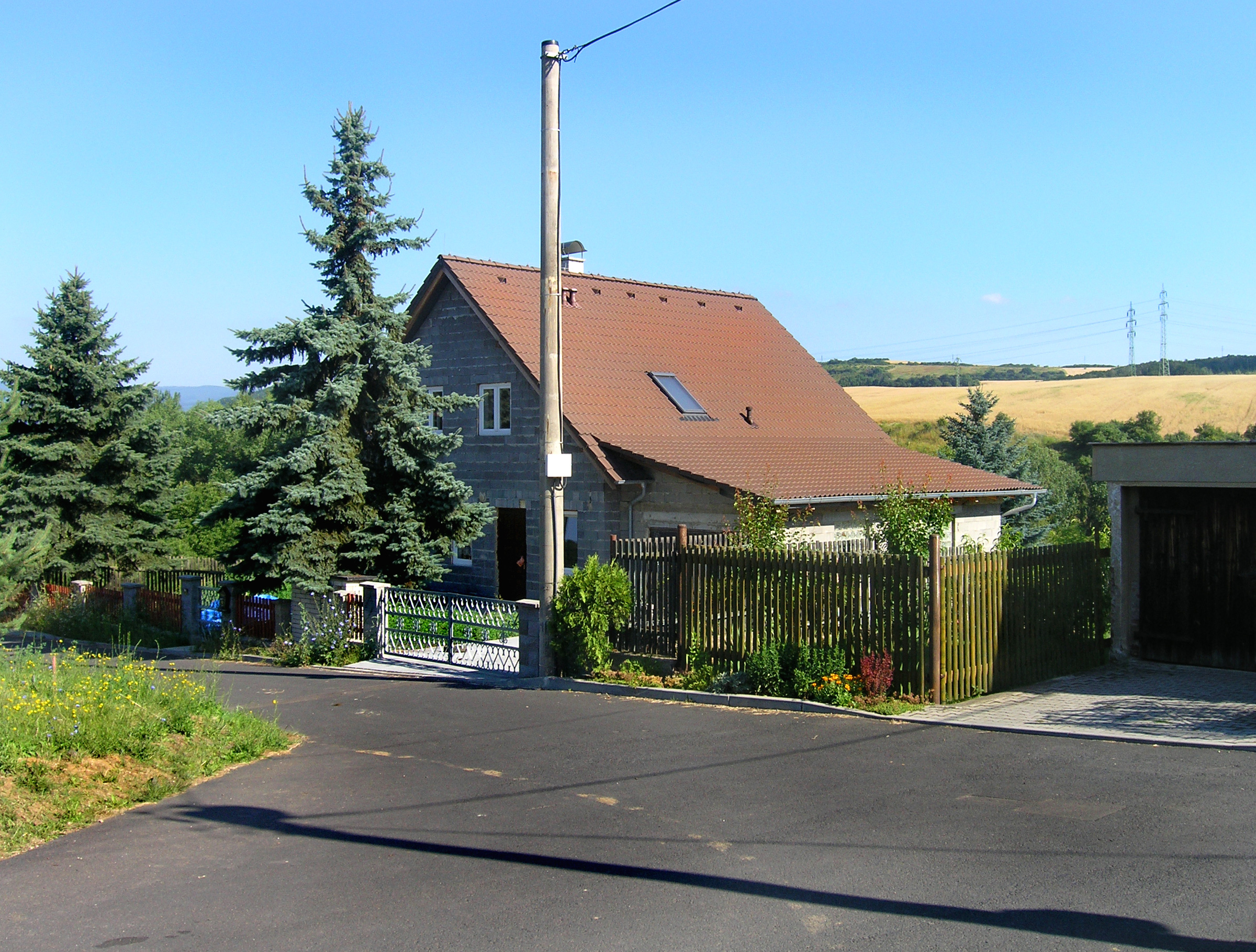
Domek v Nových Úpořinách